# Hell Yeah (KMFDM)
Hell Yeah è il ventesimo album in studio del gruppo musicale tedesco KMFDM, pubblicato nel 2017.

## Tracce
Testi e musiche di Sascha Konietzko, eccetto dove indicato.
1. Hell Yeah – 5:06
2. Freak Flag – 4:50 (Lucia Cifarelli, Sascha Konietzko)
3. Oppression 1/2 – 0:42
4. Total State Machine – 4:24
5. Oppression 2/2 – 0:31
6. Murder My Heart – 4:28 (Cifarelli, Konietzko)
7. Rip the System v. 2.0 – 4:50
8. Shock – 4:34 (Cifarelli, Konietzko)
9. Fake News – 4:21
10. Rx 4 the Damned – 3:41 (Cifarelli, Konietzko, Doug Wimbish)
11. Burning Brain – 4:42
12. Only Lovers – 4:02 (Cifarelli, Konietzko)
13. Glam Glitz Guts & Gore – 5:03

## Formazione
KMFDM
- Sascha Konietzko – basso (tracce 1–9, 11–13), batteria (1–5, 7, 9–13), synth (1–13), voce (1–2, 4–13)
- Lucia Cifarelli – voce (2, 5, 6, 8–10, 12)
- Andy Selway – tom-tom (1), batteria (2, 4, 6, 8–9, 11–13)

Ospiti
- Anabella Asia – voce parlata (1), synth (10)
- Gared Dirge – Hammond B3 (6)
- Chris Harms – chitarra (1–2, 4, 6–13), voce (4, 13)
- Mika Harms – voce parlata (1)
- Jules Hodgson – chitarra (1)
- Abby Martin – voce parlata (3)
- Doug Wimbish – basso (10)
- Sin Quirin – chitarra (13)